# Kristall Elektrostal
 Kristall Elektrostal  (russisch Кристалл Электросталь) ist ein Eishockeyklub der russischen Stadt Elektrostal. Die Mannschaft spielt in der drittklassigen Perwaja Liga.

## Geschichte

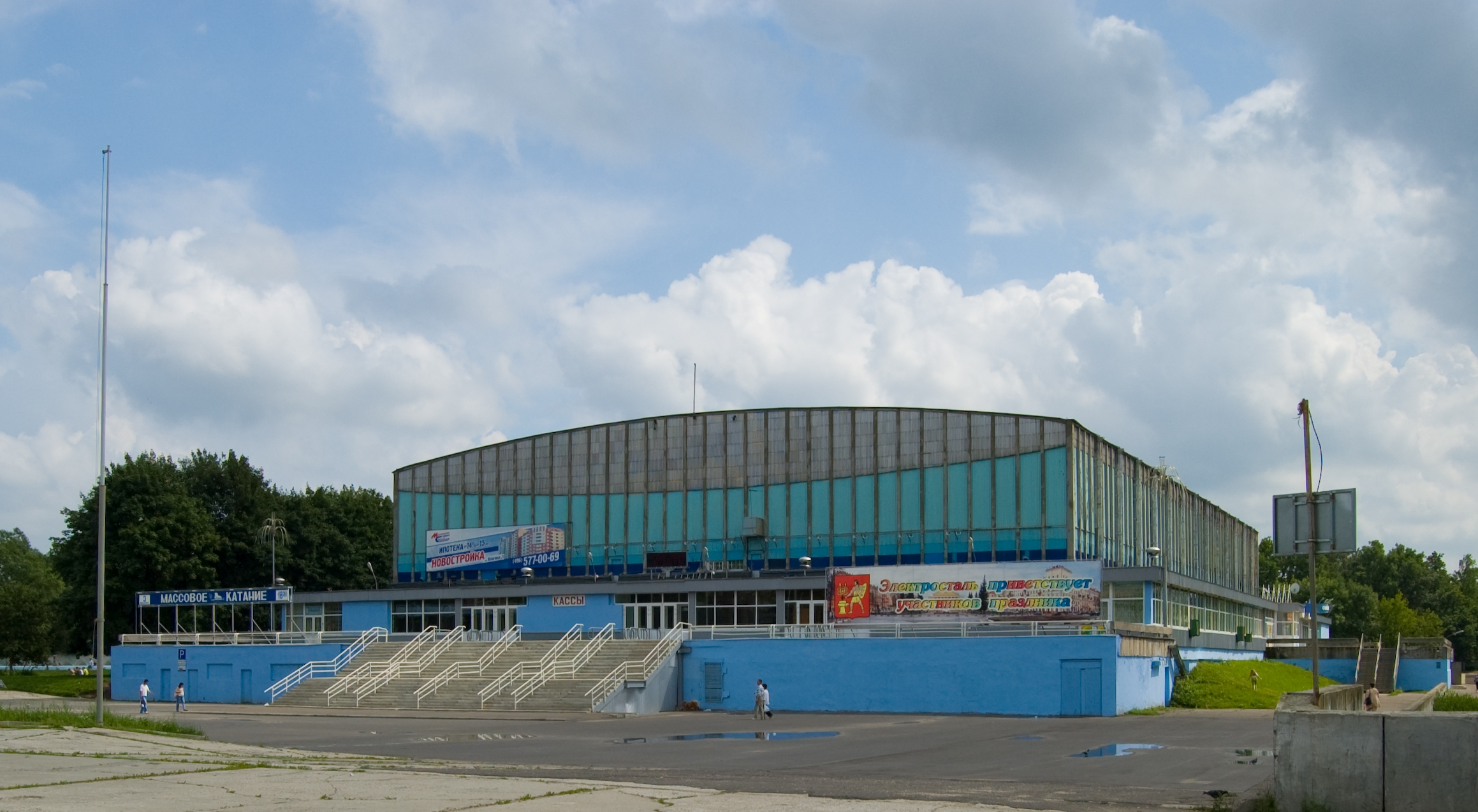
LDS Kristall, Heimspielstätte des Klubs

Der Verein wurde 1949 als Chimik Elektrostal gegründet. In der Eliteklasse der Sowjetunion ist Kristall von 1952 bis 1964 zwölfmal angetreten. Ansonsten war der Klub zweit- oder drittklassig.
Nach dem Zerfall der Sowjetunion spielte die Mannschaft fünf Saisons von 1994/95 bis 1997/98 und 1999/2000 in der höchsten russischen Spielklasse. Ab 2000/01 bis zur Saison 2008/09 war der Klub in der zweitklassigen Wysschaja Liga beheimatet. Seit der Saison 2009/10 spielt Kristall Elektrostal in der drittklassigen Perwaja Liga.

## Bekannte ehemalige Spieler
- Anatoli Ionow (1939–2019)
- Nikolai Scherdew (* 1984)